# Reja
Reja (russisch Рея, deutsch: Rah) ist ein sowjetisches Rundsicht- und Zielverfolgungs-Radarsystem, welches hauptsächlich auf kleinen U-Jagd- und Patrouillenbooten eingesetzt wurde. Der NATO-Codename lautet Pot Head.

## Aufbau und Einsatz
Die Antenne des Systems befindet sich in einem flachen Radom von etwa 1,20 m Durchmesser. Diese Form ist der Ursprung des NATO-Codenamens. Hauptaufgabe des Systems ist die Seeüberwachung und Torpedo-Feuerleitung. Zusätzlich verfügt es über stark eingeschränkte Fähigkeiten zur Luftraumüberwachung.
Das System wurde ab 1960 eingesetzt und löste Radargeräte des Typs Sarniza (Skin Head) ab. Zeitgleich mit dem Reja wurde ein sehr ähnliches Radarsystem, MR-102 Baklan (Pot Drum), entwickelt. Dieses war leistungsfähiger und etwas größer, allerdings durch eine längere Sendezeit zur U-Jagd weniger geeignet. Beide Systeme wurden auf neueren Booten (ab 1978) durch das Radar Reid (Peel Cone) ersetzt.
Das System kam unter anderem in folgenden Schiffsklassen zum Einsatz:
- SO-1-Klasse (Projekt 201)
- MO-IV-Klasse (Projekt 199) (teilweise)
- Hai-Klasse

## Lizenzbauten
In China wurden diese Geräte lange Zeit unter der Bezeichnung Typ 351 gebaut. Im Gegensatz zur originalen Bauweise wurde dabei teilweise auf den Radom verzichtet. Diese wurden unter anderem in folgenden chinesischen und nordkoreanischen Schiffsklassen verwendet:
- Hainan-Klasse (Typ 037)
- Shanghai-I/II-Klasse (Typ 062)
- Taechong-I/II-Klasse
- Chong-Ju-Klasse
- Sariwon-Klasse
- Najin-Klasse

## Technische Daten
| Technische Daten Reja „Pot Head“ | Technische Daten Reja „Pot Head“ |
| -------------------------------- | -------------------------------- |
| Frequenzbereich                  | X-Band (9275–9460 MHz)           |
| Pulswiederholzeit                |                                  |
| Pulswiederholfrequenz            | 1,6 – 1,65 kHz / 3,2–3,3 kHz     |
| Sendezeit (PW)                   | 0,25 – 1 µs                      |
| Empfangszeit                     |                                  |
| Totzeit                          |                                  |
| Pulsleistung                     | 100 kW                           |
| Durchschnittsleistung            |                                  |
| angezeigte Entfernung            | 37 km                            |
| Entfernungsauflösung             |                                  |
| Öffnungswinkel                   | etwa 3°                          |
| Trefferzahl                      |                                  |
| Antennenumlaufzeit               | 10–12 oder 15–24 sec             |